# Marine Corps War Memorial
Marine Corps War Memorial – pomnik znajdujący się w pobliżu Narodowego Cmentarza w Arlington w aglomeracji waszyngtońskiej. Czci pamięć amerykańskich marines, którzy od roku 1775 poświęcali życie w obronie kraju.

Schemat identyfikujący osoby, które brały udział w zatknięciu flagi:
Ira Hayes, Franklin Sousley (†), Michael Strank (†), John Bradley, Rene Gagnon oraz Harlon Block (†)

Wykonany z brązu pomnik przedstawia moment zatknięcia przez sześciu żołnierzy flagi na szczycie Suribachi, na wyspie Iwo Jima, który miał miejsce 23 lutego 1945 roku podczas bitwy o Iwo Jimę. Stworzony przez Felixa de Weldona pomnik przedstawia scenę ukazaną na słynnym zdjęciu Joe Rosenthala, nagrodzonym Nagrodą Pulitzera. Pomnik został odsłonięty przez prezydenta Dwighta D. Eisenhowera w 179. rocznicę utworzenia Korpusu Piechoty Morskiej, 10 listopada 1954 roku.
Figury postaci przedstawionych na pomniku mają 10 metrów, zaś drzewce, na którym zawieszona jest flaga, ma 20 metrów długości.
Na wykonanej z granitu podstawie umieszczono dwie inskrypcje:
- In honor and in memory of the men of the United States Marine Corps who have given their lives to their country since November 10, 1775. – (Ku chwale i pamięci żołnierzy Korpusu Marines Stanów Zjednoczonych, którzy oddali życie za swój kraj od 10 listopada 1775 roku.)
- Uncommon Valor was a Common Virtue. – (Niecodzienna odwaga była powszechną cnotą) – hołd oddany uczestnikom bitwy o wyspę Iwo Jima przez admirała Chestera Nimitza.

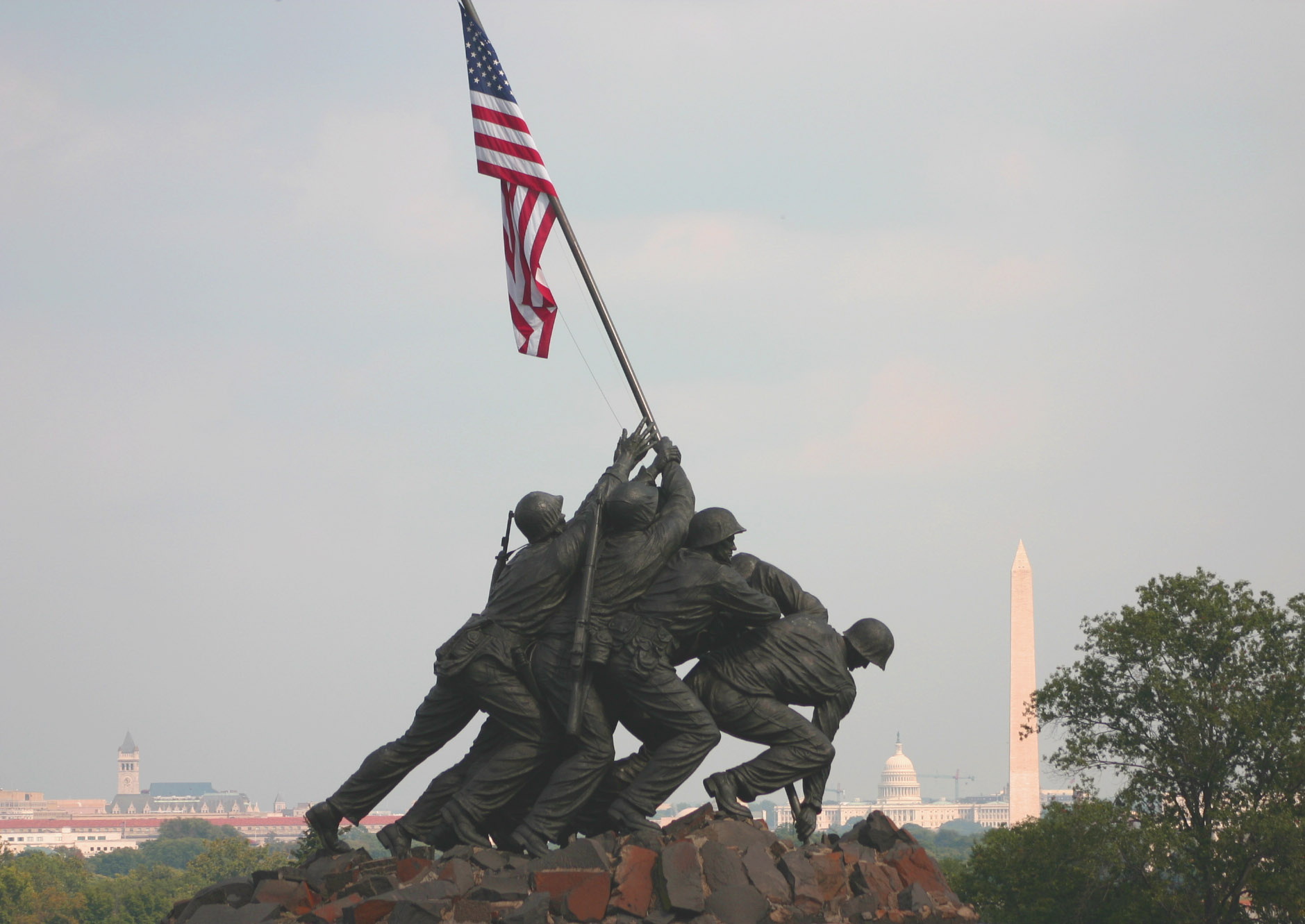
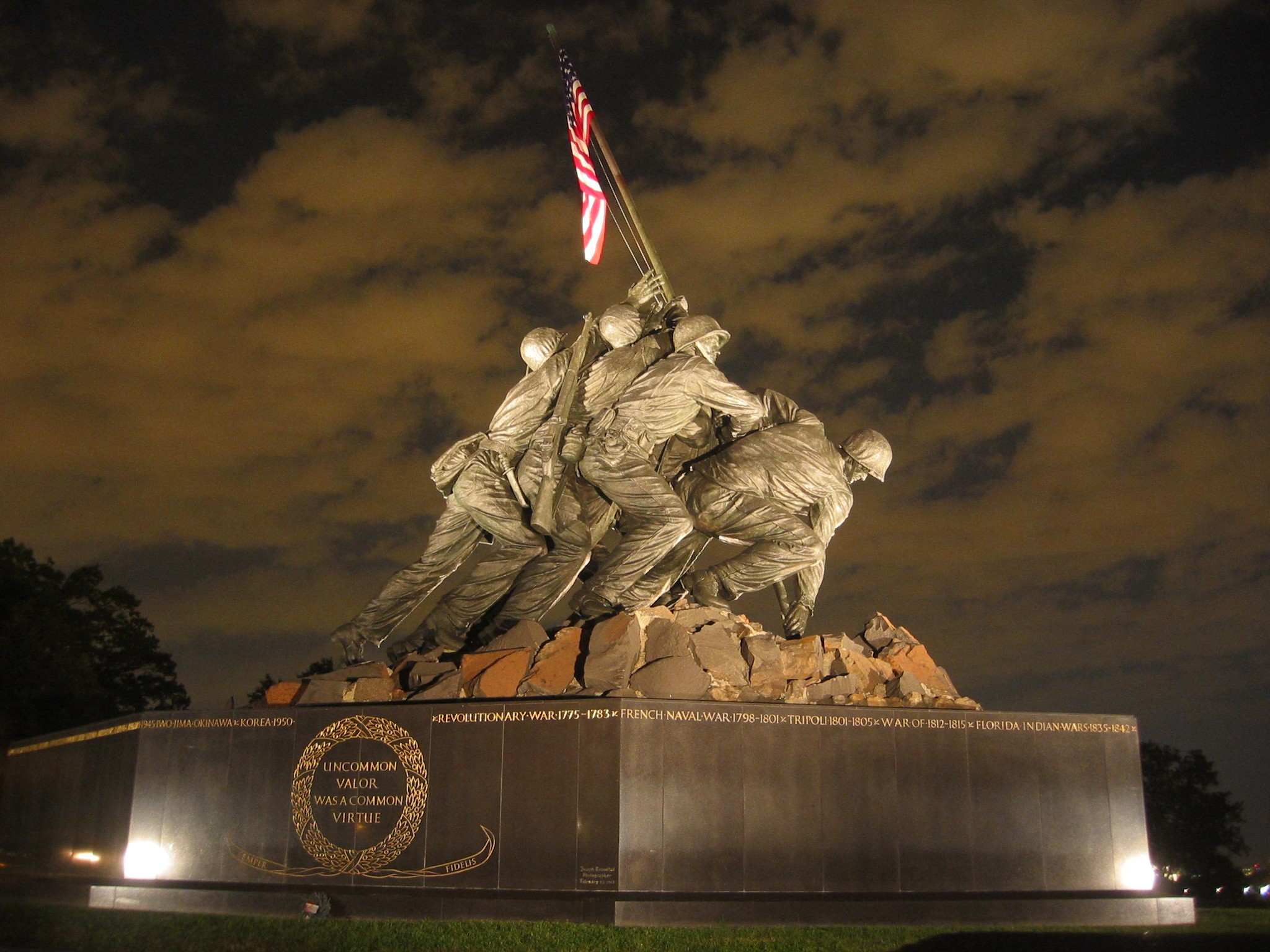
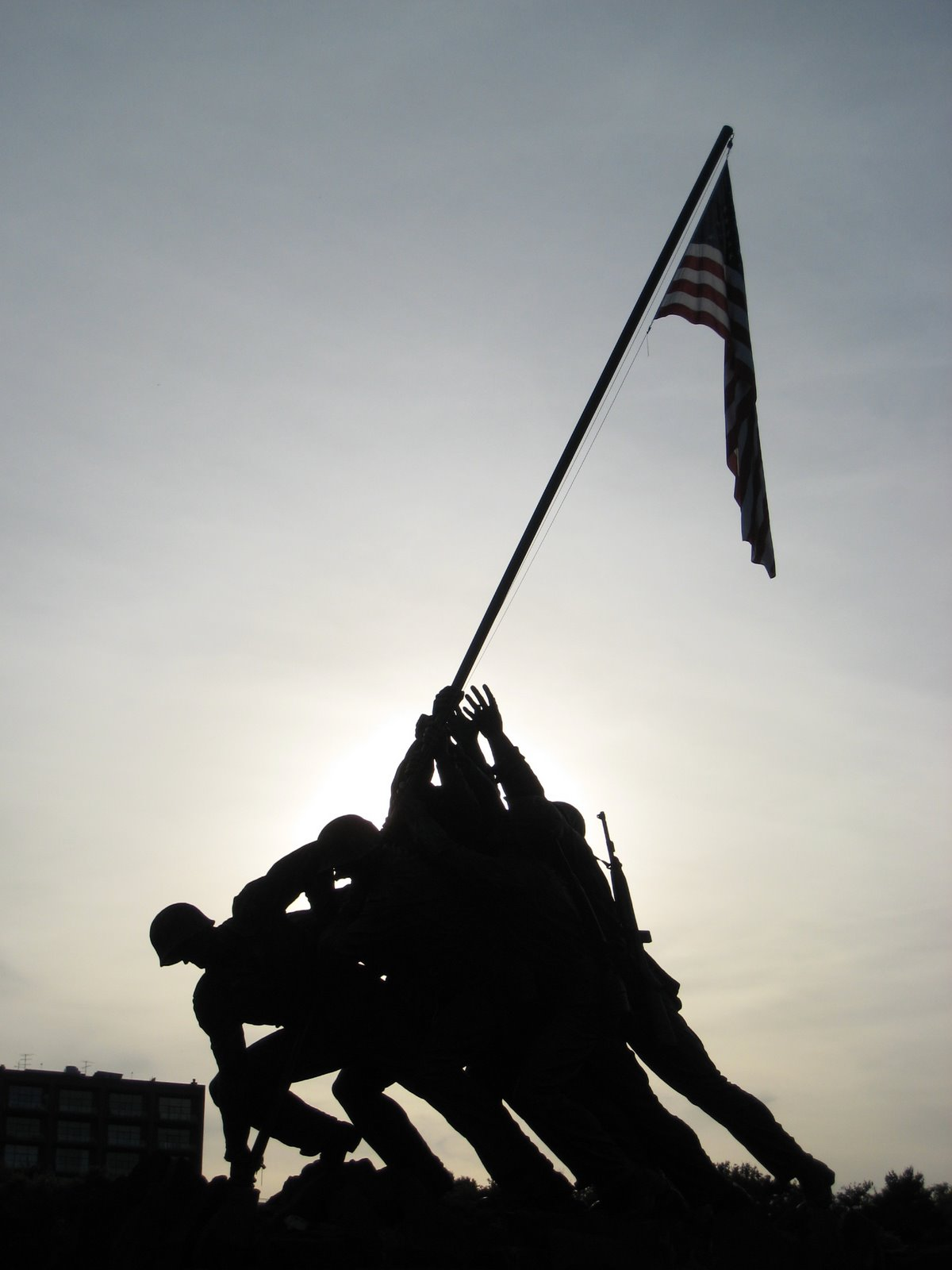
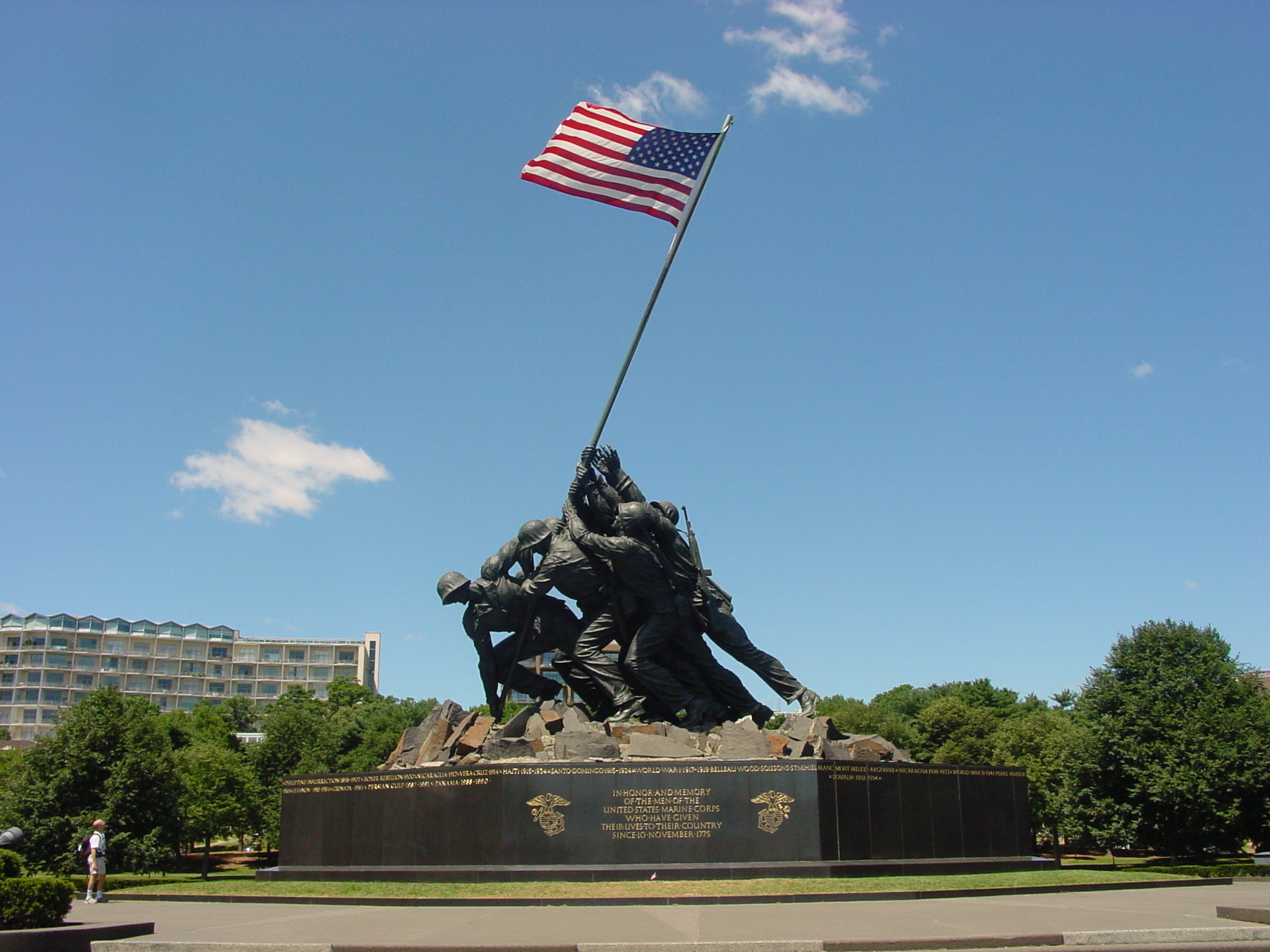
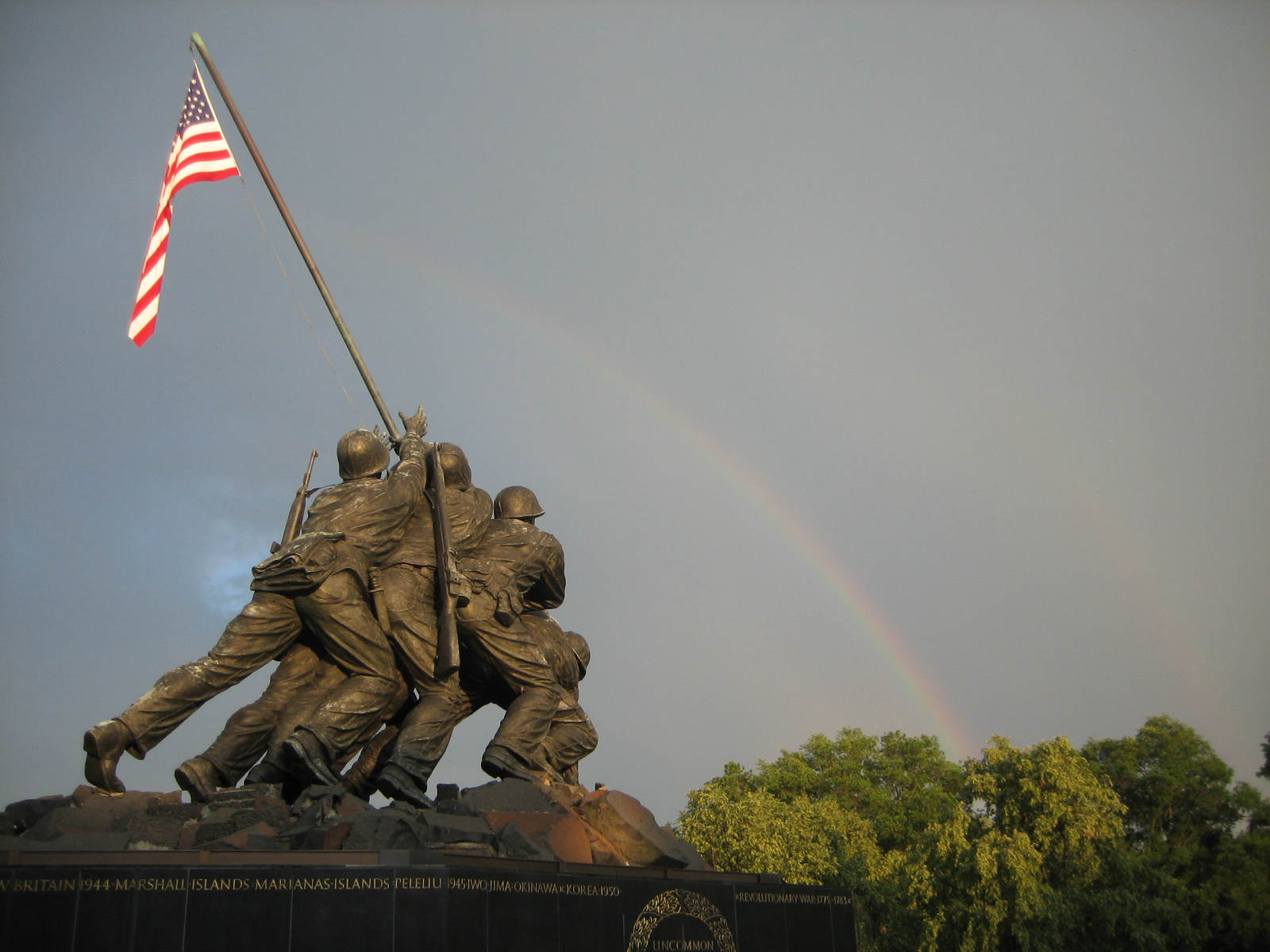
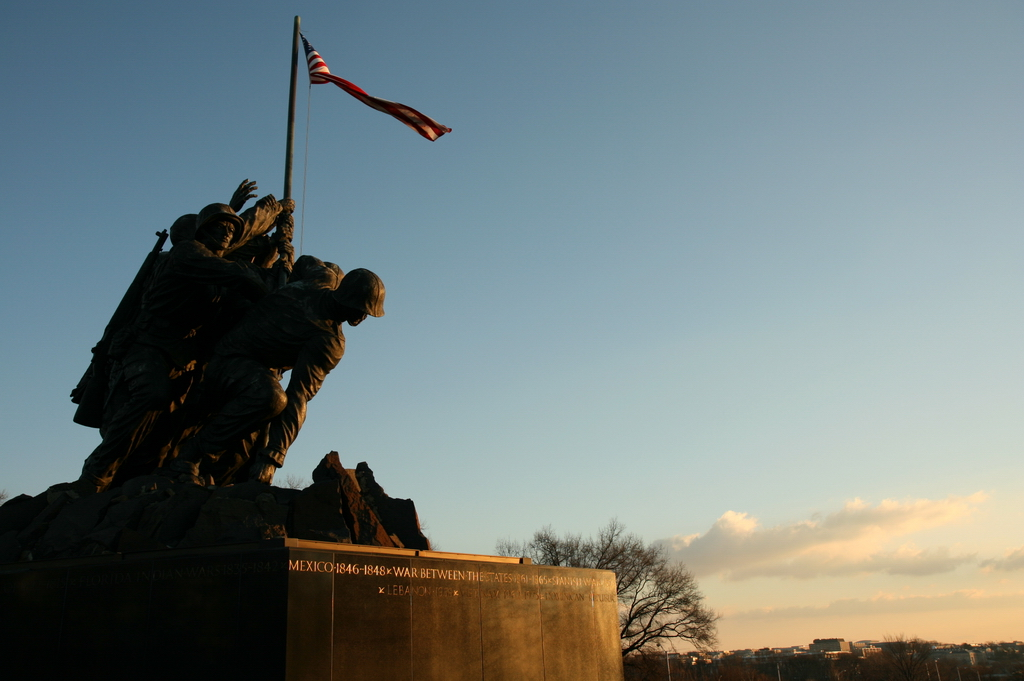
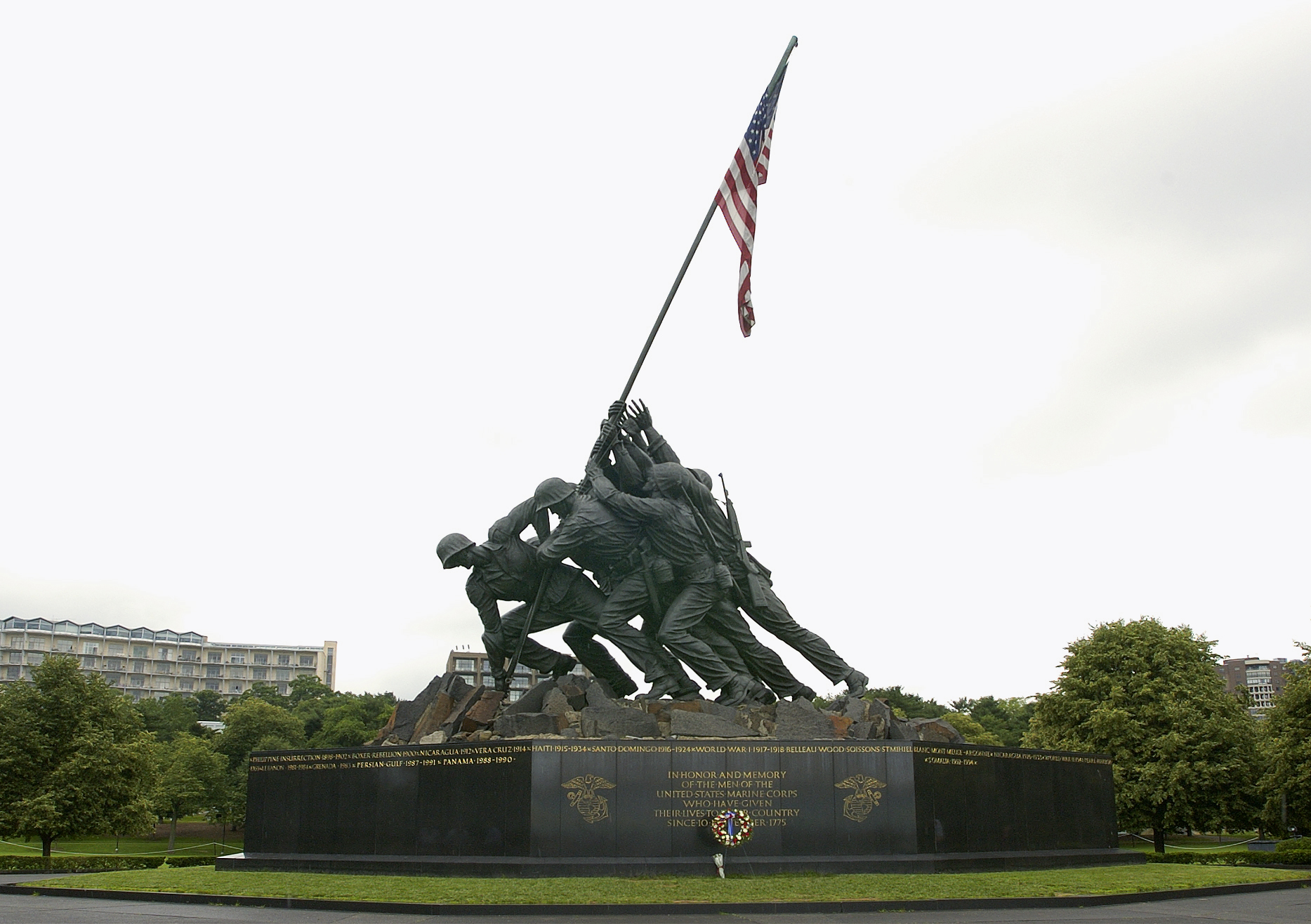
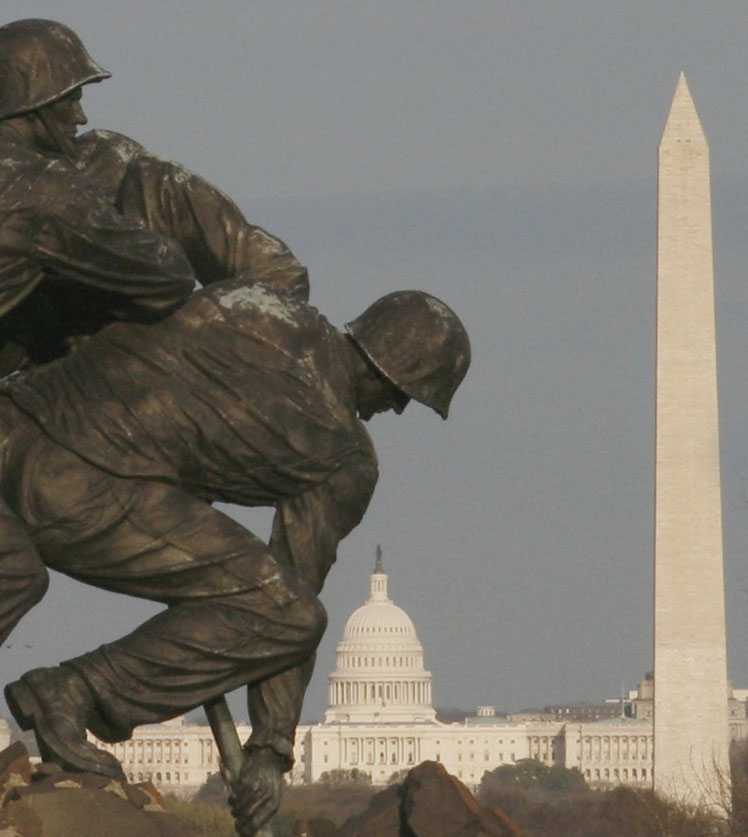